# Dick Gregory

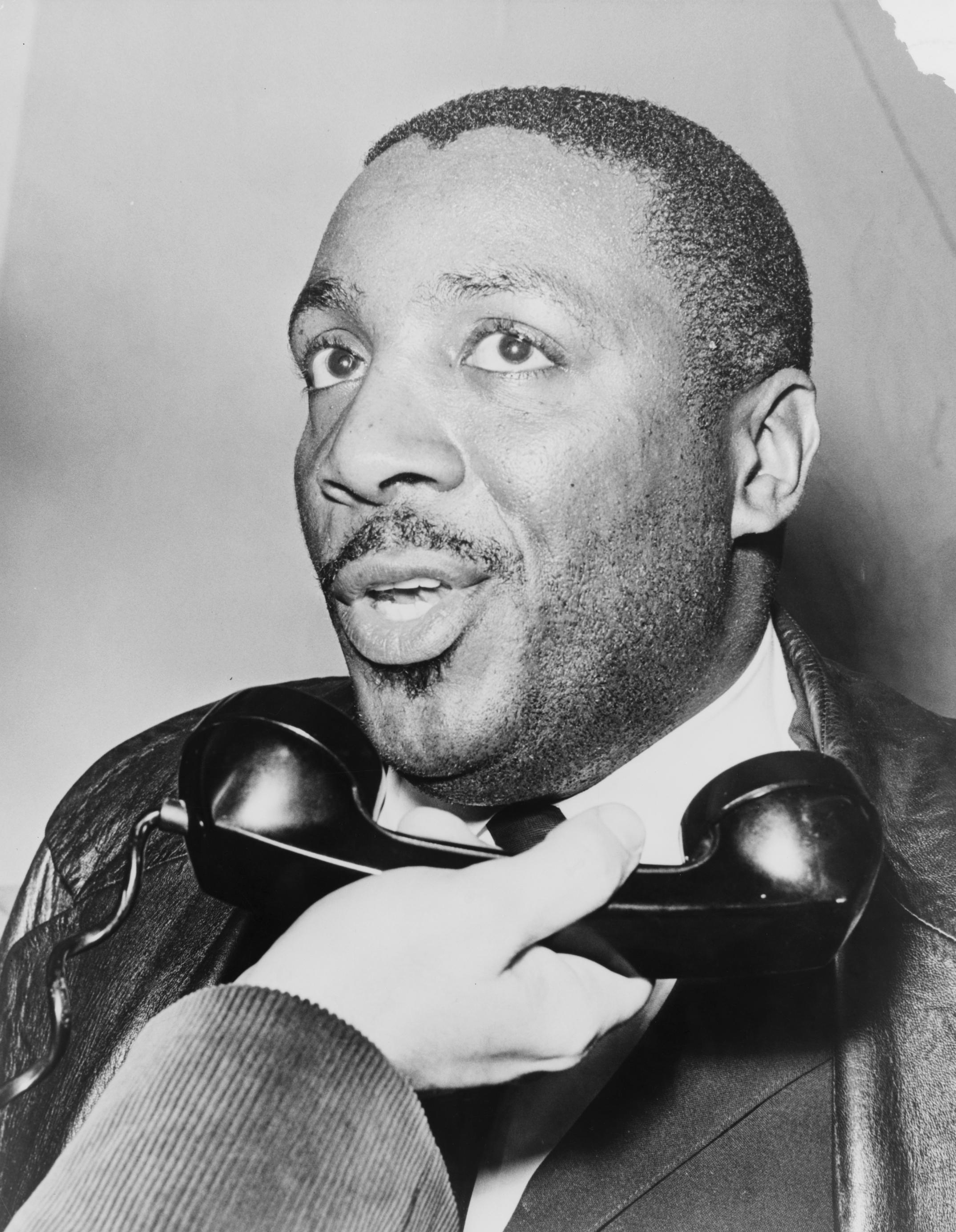
Dick Gregory, 1965

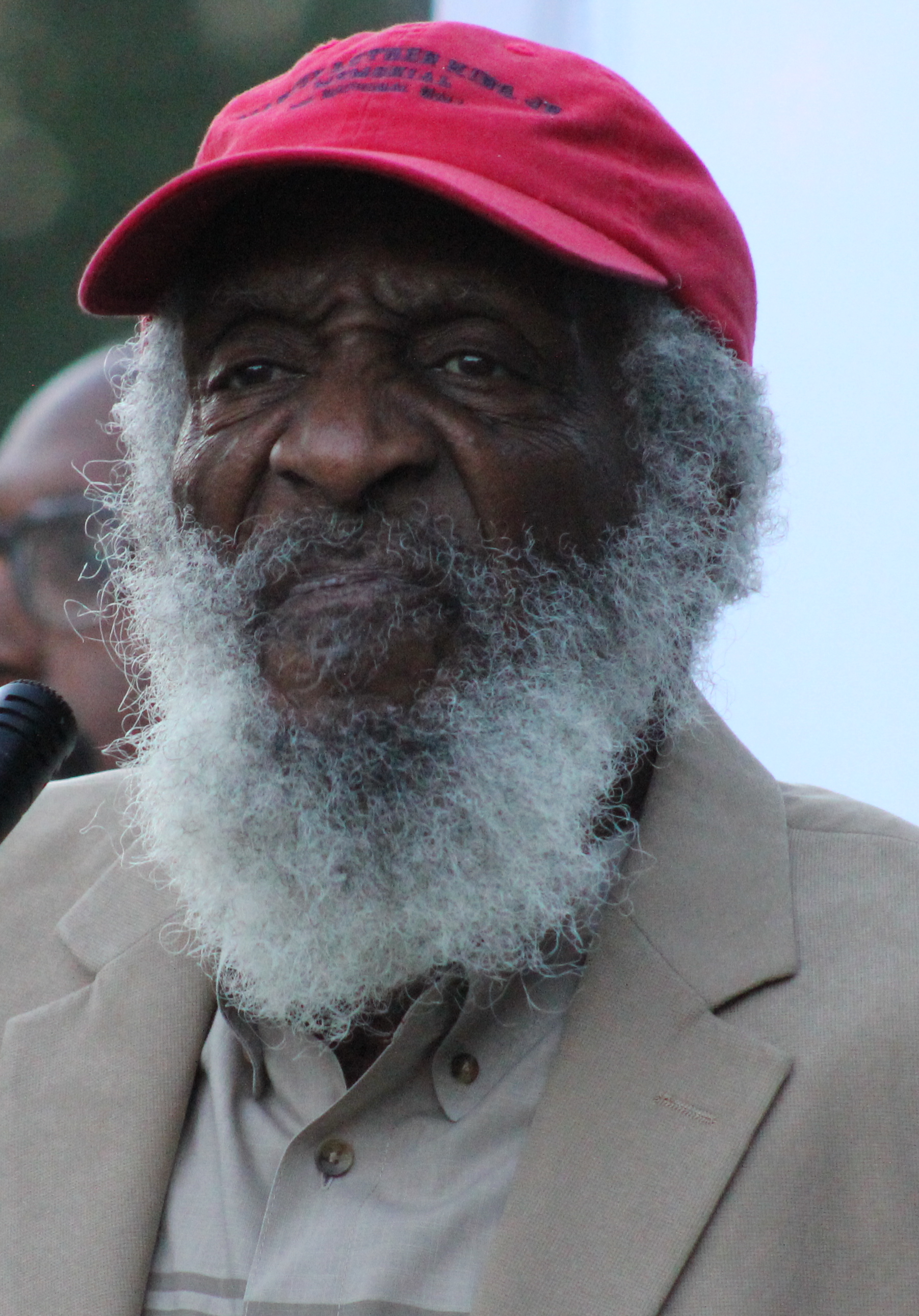
Dick Gregory, 2015

Richard Claxton „Dick“ Gregory (* 12. Oktober 1932 in St. Louis, Missouri; † 19. August 2017 in Washington, D.C.) war ein US-amerikanischer Comedian, Aktivist, Gesellschaftskritiker und Unternehmer.

## Wirken
Dick Gregory galt als einflussreicher Künstler und Komiker, der sich, u. a. in seinen Stand-up-Comedy-Stücken, in humorvoller Form für soziale Belange und Menschenrechte einsetzte, so wie auch seit Beginn seiner Karriere für die Rechte von Afroamerikanern. Er galt als der erste schwarze Comedian, der auch vor Weißen auftrat. Dick Gregory kandidierte 1968 als write-in-candidate für die Freedom and Peace Party erfolglos für das Amt des Präsidenten der Vereinigten Staaten und veröffentlichte zahlreiche Alben und Bücher. Seine Autobiographie Nigger aus dem Jahre 1964 verkaufte sich rund 10 Mio. Mal. Wegen seiner politischen Aktivitäten stand Gregory auf der Master list of Nixon’s political opponents, der ausführlichen Feindesliste des ehemaligen US-Präsidenten Richard Nixon. 1974 erhielt er den Thomas Merton Award für Frieden und soziale Gerechtigkeit.
Sein Werk Defining Moments in Black History: Reading Between the Lies (2017) wurde 2018 postum als „Outstanding Literary Work – Non-Fiction“ mit dem NAACP Image Award ausgezeichnet.
Gregory starb im August 2017 im Alter von 84 Jahren an den Folgen einer bakteriellen Infektion.